# Список президентов Ботсваны
Список президентов Ботсваны включает лиц, являвшихся главой государства Республики Ботсвана после обретения 30 сентября 1966 году независимости Бечуаналендом, находившимся под британским протекторатом.
В настоящее время главой государства и правительства страны является Президе́нт Респу́блики Ботсва́на (англ. President of the Republic of Botswana, тсвана Tautona wa Lefatshe la Botswana),  неофициально — Президе́нт Ботсва́ны (англ. President of Botswana, тсвана Tautona wa Botswana). Действующая Конституция вступила в силу в день провозглашения независимости, постам президента и вице-президента в ней посвящена часть 1 главы IV.
Применённая в первых столбцах таблиц нумерация является условной. Также условным является использование в первых столбцах цветовой заливки, служащей для упрощения восприятия принадлежности лиц к различным политическим силам без необходимости обращения к столбцу, отражающему партийную принадлежность. В столбце «Выборы» отражены состоявшиеся выборные процедуры, сформировавшие состав избравшего президента парламента, либо иные основания получения главой государства полномочий.

## Порядок избрания
Президент избирается на пятилетний срок, равный сроку полномочий Национальной ассамблеи. После одобрения избирательной реформы на состоявшемся 4 октября 1997 года референдуме, полномочия президента ограничены 10 годами, даже если это не совпадает с периодом полномочий Ассамблеи. При выдвижении кандидатов на выборах в Национальную ассамблею при подаче документов они обязаны заявить, кого поддержат при последующем выборе президента. В случае, если один из кандидатов в президенты будет заявлен большинством избранных членов Национальной ассамблеи, он автоматически становится президентом. Если ни один из возможных кандидатов не будет заявлен большинством, Ассамблея избирает президента простым большинством голосов (прежде чем кооптирует в свой состав парламентариев, избираемых по специальной процедуре). Если ни один из кандидатов в президенты не будет избран после трёх избирательных туров, Национальная ассамблея автоматически распускается. На практике президент является лидером партии парламентского большинства. Президент должен прекратить занимать свою должность, если во время его пребывания в должности возникли обстоятельства, при которых, если бы он не был членом Национальной Ассамблеи, он не смог бы участвовать в выборах и быть избранным.
Согласно ст. 31 конституции первым президентом стало лицо, занимавшее на момент провозглашения республики пост премьер-министра Бечуаналенда. Назначаемый президентом из числа депутатов Национальной ассамблеи вице-президент Ботсваны, ранее замещавший президента временно исключительно в период невозможности исполнения им обязанностей, с 1997 года является также конституционным преемником президента в случае истечения 10-летнего срока замещения им должности, а также его отставки или смерти. Первым вице-президентом, автоматически приведённым к присяге президента, стал в 1998 году Фестус Могае после досрочного сложения с себя полномочий Кветтой Масире.

## Требования к кандидатам в президенты и полномочия президентов
Кандидат на пост президента должен являться гражданином Ботсваны по рождению и происхождению, достигнуть возраста не менее 30 лет и соответствовать требованиям к кандидатам в депутаты Национальной ассамблеи.
Президент Ботсваны является главой государства и правительства, является ex officio депутатом Национальной ассамблеи и имеет право выступать и голосовать на её заседаниях, председательствует в кабинете министров. Он консультирует кабинет министров по вопросам политики и выполнения его функций, вправе объявить чрезвычайное положение, обязан объявить об установленных Комиссии по делимитации границах избирательных округов. Президент является Верховным главнокомандующим Вооружёнными силами, однако вправе передавать эти полномочия любому их представителю, назначает их командование, повышает и понижает в должности назначенных лиц. Он вправе даровать любому лицу, осуждённому за уголовное преступление, помилование при соблюдении установленных законом условий, отсрочить исполнение на неопределенный или определенный срок приговора осуждённому, может установить менее стргую форму наказания для осужденного лица.

## Список президентов
|           | Портрет          | Имя (годы жизни) | Полномочия       | Полномочия      | Партия                                      | Выборы       | Пр.           |
| Начало    | Портрет          | Имя (годы жизни) | Окончание        |                 | Партия                                      | Выборы       | Пр.           |
| --------- | ---------------- | --- | ---------------- | --------------- | ------------------------------------------- | ------------ | ------------- |
| 1 (I—IV)  |                  | Сэр Серетсе Гойтсебенг Мафири Кхама (1921—1980) англ. Seretse Goitsebeng Maphiri Khama тронное имя Серетсе а Секгома а Кхама тсвана Serêtsê a Sekgoma a Khama | 30 сентября 1966 | 20 октября 1969 | Демократическая партия Ботсваны             | 1965         | [ 10 ] [ 11 ] |
| 1 (I—IV)  | 20 октября 1969  | Сэр Серетсе Гойтсебенг Мафири Кхама (1921—1980) англ. Seretse Goitsebeng Maphiri Khama тронное имя Серетсе а Секгома а Кхама тсвана Serêtsê a Sekgoma a Khama | 30 октября 1974  | 1969            | Демократическая партия Ботсваны             |              | [ 10 ] [ 11 ] |
| 1 (I—IV)  | 30 октября 1974  | Сэр Серетсе Гойтсебенг Мафири Кхама (1921—1980) англ. Seretse Goitsebeng Maphiri Khama тронное имя Серетсе а Секгома а Кхама тсвана Serêtsê a Sekgoma a Khama | 23 октября 1979  | 1974            | Демократическая партия Ботсваны             |              | [ 10 ] [ 11 ] |
| 1 (I—IV)  | 23 октября 1979  | Сэр Серетсе Гойтсебенг Мафири Кхама (1921—1980) англ. Seretse Goitsebeng Maphiri Khama тронное имя Серетсе а Секгома а Кхама тсвана Serêtsê a Sekgoma a Khama | 13 июля 1980     | 1979            | Демократическая партия Ботсваны             |              | [ 10 ] [ 11 ] |
| и. о.     |                  | Сэр Кветт Кетумиле Джони Масире (1925—2017) англ. Quett Ketumile Joni Masire                                                                                  | 13 июля 1980     | 18 июля 1980    | Демократическая партия Ботсваны             | [ комм. 6 ]  | [ 12 ] [ 13 ] |
| 2 (I—IV)  | 18 июля 1980     | Сэр Кветт Кетумиле Джони Масире (1925—2017) англ. Quett Ketumile Joni Masire                                                                                  | 14 сентября 1984 | [ комм. 7 ]     | Демократическая партия Ботсваны             |              | [ 12 ] [ 13 ] |
| 2 (I—IV)  | 14 сентября 1984 | Сэр Кветт Кетумиле Джони Масире (1925—2017) англ. Quett Ketumile Joni Masire                                                                                  | 10 октября 1989  | 1984            | Демократическая партия Ботсваны             |              | [ 12 ] [ 13 ] |
| 2 (I—IV)  | 10 октября 1989  | Сэр Кветт Кетумиле Джони Масире (1925—2017) англ. Quett Ketumile Joni Masire                                                                                  | 19 октября 1994  | 1989            | Демократическая партия Ботсваны             |              | [ 12 ] [ 13 ] |
| 2 (I—IV)  | 19 октября 1994  | Сэр Кветт Кетумиле Джони Масире (1925—2017) англ. Quett Ketumile Joni Masire                                                                                  | 31 марта 1998    | 1994            | Демократическая партия Ботсваны             |              | [ 12 ] [ 13 ] |
| 3 (I—III) |                  | Фестус Гонтебанье Могае (1939—) англ. Festus Gontebanye Mogae                                                                                                 | 1 апреля 1998    | 20 октября 1999 | Демократическая партия Ботсваны             | [ комм. 9 ]  | [ 8 ] [ 9 ]   |
| 3 (I—III) | 20 октября 1999  | Фестус Гонтебанье Могае (1939—) англ. Festus Gontebanye Mogae                                                                                                 | 2 ноября 2004    | 1999            | Демократическая партия Ботсваны             |              | [ 8 ] [ 9 ]   |
| 3 (I—III) | 2 ноября 2004    | Фестус Гонтебанье Могае (1939—) англ. Festus Gontebanye Mogae                                                                                                 | 31 марта 2008    | 2004            | Демократическая партия Ботсваны             |              | [ 8 ] [ 9 ]   |
| 4 (I—III) |                  | Серетсе Кхама Ян Кхама (1953—) англ. Seretse Khama Ian Khama тронное имя Ян а Серетсе тсвана Ian a Sêrêtsê                                                    | 1 апреля 2008    | 20 октября 2009 | Демократическая партия Ботсваны             | [ комм. 10 ] | [ 14 ] [ 15 ] |
| 4 (I—III) | 20 октября 2009  | Серетсе Кхама Ян Кхама (1953—) англ. Seretse Khama Ian Khama тронное имя Ян а Серетсе тсвана Ian a Sêrêtsê                                                    | 28 октября 2014  | 2009            | Демократическая партия Ботсваны             |              | [ 14 ] [ 15 ] |
| 4 (I—III) | 28 октября 2014  | Серетсе Кхама Ян Кхама (1953—) англ. Seretse Khama Ian Khama тронное имя Ян а Серетсе тсвана Ian a Sêrêtsê                                                    | 31 марта 2018    | 2014            | Демократическая партия Ботсваны             |              | [ 14 ] [ 15 ] |
| 5 (I—II)  |                  | Мокветсе Эрик Кибетсве Масиси (1962—) англ. Mokgweetsi Eric Keabetswe Masisi                                                                                  | 1 апреля 2018    | 1 ноября 2019   | Демократическая партия Ботсваны             | [ комм. 11 ] | [ 16 ] [ 17 ] |
| 5 (I—II)  | 1 ноября 2019    | Мокветсе Эрик Кибетсве Масиси (1962—) англ. Mokgweetsi Eric Keabetswe Masisi                                                                                  | 1 ноября 2024    | 2019            | Демократическая партия Ботсваны             |              | [ 16 ] [ 17 ] |
| 6         |                  | Дума Гидеон Боко (1969—) англ. Duma Gideon Boko | 1 ноября 2024    | действующий     | Коалиция «В защиту демократических перемен» | 2024         | [ 18 ]        |